# Precio dopado

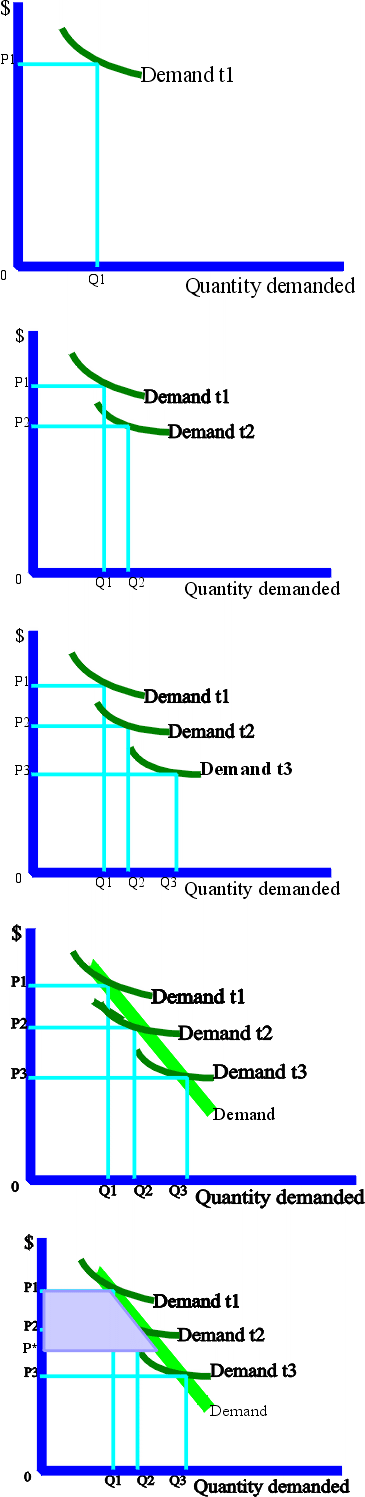
Precio Skimming

En economía se conoce como precio descremado —traducción del inglés skimming, 'descremar' o 'desnatar'— a la estrategia de fijación de precios en la que un operador establece un precio inicial relativamente alto para un producto o servicio al principio del lanzamiento, para posteriormente bajarlo. Es una de las estrategias posibles de discriminación de precios que puede permitir recuperar más rápidamente los costos iniciales de producción antes de que nuevos competidores entren en el mercado y bajen los precios.
El precio descremado en ocasiones se explica por una contracción en la curva de demanda. El objetivo de una estrategia de precio descremado es la de capturar el superávit del consumidor temprano al inicio de la vida del producto a fin de explotar una posición monopolística centrada en la baja sensibilidad al precio de los clientes propensos a la innovación.
Así, la empresa productora eleva los precios iniciales a lo más alto que los consumidores estén dispuestos a pagar. Una vez que esta demanda singular está satisfecha, se baja el precio para atraer a otro tipo de cliente, más sensible al precio. Esta estrategia debe su nombre a la metáfora de retirar sucesivas capas de crema o nata (skimming), entendidas como segmentos de clientela, a la oferta de un producto a medida que los precios bajan.

## Limitaciones en la estrategia de precios descremados
Hay varios problemas potenciales con esta estrategia: 
- Sólo es efectiva cuando la empresa se enfrenta a una inelástica curva de demanda. Si en el largo plazo, la demanda programada es elástica (como en el esquema adjunto), el equilibrio de mercado se logrará por la cantidad de alteraciones en los cambios de precios. La estrategia de precios de lanzamiento es más conveniente en este caso, que la propia de precios descremados. Los cambios de precios llevados a cabo por cualquier oferente, serán correspondidos por la respuesta de otros competidores, resultando todo en un rápido crecimiento del volumen de negocio en la industria afectada. El dominio del mercado suele decidirse cuando se introduce un productor de bajo coste que persigue una estrategia de precios de lanzamiento.
- Una empresa que utilice la estrategia del precio descremado debe ser cuidadosa con la ley. La discriminación de precios es ilegal en muchas jurisdicciones, pero la gestión del rendimiento no lo es. Los Precios ajustados pueden ser considerado como una forma de discriminación de precios o como una forma de gestión de rendimiento. La discriminación de precios utiliza de las características de mercado (tales como la elasticidad de los precios) para ajustar los precios, mientras que la gestión del rendimiento utiliza las características del producto. Los operadores suelen considerar que esta distinción (que suele aparecer en la regulación legal) no deja de ser una sutileza, ya que -en casi todos los casos- las características de mercado se correlacionan altamente con las características del producto. Si se utiliza una estrategia de descremado de precios, cualquier operador debe tomar seriamente en consideración las características del producto que lanza.
- Los giros de inventario puede ser muy bajo en estos productos de precios descremados y pueden causar problemas en la cadena de distribución. Puede ser necesario que haya que proporcionar a los comercializadores minoristas mayores márgenes a fin de incentivarles.
- El descremado favorece la entrada de competidores al percibirse que haya altos márgenes disponibles en ese particular mercado o industria.
- También se observa cierta lentitud en la difusión del producto y la adaptación de la clientela. Todo lo cual se traduce en un alto nivel de demanda sin satisfacer. Lo cual ofrece a los eventuales competidores la señal de verlo como una ocasión, sea de imitar el producto o de discontinuarlo con una innovación. Si los competidores lo logran, la ventana de oportunidad generada por haber sido el primero en lanzar el producto, se le cierra al innovador.
- El productor o fabricante podría generarse involuntariamente una publicidad negativa si resulta que baja el precio inicial demasiado rápido y sin grandes alteraciones o mejoras en el producto después del lanzamiento inicial. Algunos de los primeros compradores podrían sentirse engañados con el primer producto y precio, entendiendo que hubiera sido mejor esperar y comprar el producto a un precio mucho más bajo. Este sentimiento negativo contaminará a la marca y a la empresa, en su conjunto.
- Unos altos márgenes deducidos de un precio descremado pueden resultar en que la empresa devenga ineficiente, pues existirán menos incentivos en mantener los costos bajo control. Si acaban consolidándose prácticas poco eficientes resultarña difícil competir a futuro, sea en valor o en precio.

## Razones para descremar el precio
La estrategia de precios descremados suele desarrollarse en la mayoría de los mercados tecnológicos y durante la primera etapa del ciclo de vida del producto. El segmento superior de demanda del mercado, que están dispuestos a pagar más, se retira primero después de haberse satisfecho. Así, cuando el producto entra en la madurez, el precio se reduce gradualmente.
Sectores en que ello ocurre son, por ejemplo, la industria del coche de lujo y la electrónica de consumo. Pero en la electrónica de consumo hay un factor que induce a la confusión y enmascara el proceso: la deflación de los precios finales debido a las continuas reducciones en los costos de fabricación y las concurrentes mejoras en la calidad del producto; por ejemplo, una impresora a un precio de $200 de hoy se ha estado vendiendo por un precio bastante superior hace una década.
En el mercado editorial bastante a menudo se combinan las estrategias de precio dopado con el control de las versiones del producto de la siguiente manera: un nuevo título se publica editado en tapa dura a un alto precio; si el libro se vende bien, posteriormente se publicará en edición de bolsillo a un precio reducido (precio inferior a la diferencia en el coste del conjunto) dirigido a los lectores más sensibles al precio; que cnormalmente compran en el canal de grandes superficies y quioscos de prensa. Sin embargo, el título editado de tapa dura se sigue vendiendo en paralelo, en el canal convencional de librerías y bibliotecas, que tienen una fuerte preferencia por productos de mayor empaque comercial. La política de descremado de precios también afecta al cliente de servicios, en el cruce de la demanda diferenciada en mercados competitivos: servicios de asesoría, sanitarios, turísticos,...

## Investigación
En un estudio empírico, Martin Spann, Marc Fischer y Gerard Tellis analizaron la prevalencia y la elección de la dinámica de estrategias de fijación de precios en el altamente complejo mercado de marcas de electrónica de consumo. En particular, analizaron 663 productos, bajo 79 nombres de marca de cámaras digitales. Descubrieron que, a pesar de las numerosas recomendaciones en la literatura en favor del descremado o de los precios de lanzamiento, en la práctica, domina el sistema de fijación de precios de mercado. En particular, los autores encontraron estos cinco patrones: para el descremado (skimming) (20% de frecuencia), para los precios de lanzamiento (o de penetración) (20% de frecuencia), y tres variantes de los modelos de fijación de precios de mercado (60% de frecuencia). Los nuevos productos se lanzan a precio descremado, un 16% por encima del precio de mercado y, posteriormente, Lo disminuyen en relación con el precio de mercado. En el caso de los precios de lanzamiento para nuevos productos, se sitúan un 18% por debajo del precio de mercado y, posteriormente, se incrementa el precio relativo al precio del mercado. Las empresas ofrecen una mezcla de estrategias de fijacion precios en su cartera de referencias. En general, se puede afirmar que la fijación de precios específicos siguen pautas correlacionadas al mercado, a la empresa, y a las características de la propia marca, tales como la competitividad, la rapidez, la reputación de la marca, y la experiencia del cliente.